# Arius leiotetocephalus
Arius leiotetocephalus és una espècie de peix de la família dels àrids i de l'ordre dels siluriformes.

## Morfologia
Els mascles poden assolir els 47 cm de llargària total.

## Distribució geogràfica
Es troba al Sud-est asiàtic, sud de Nova Guinea i nord d'Austràlia.